# Flora Americae Septentrionalis

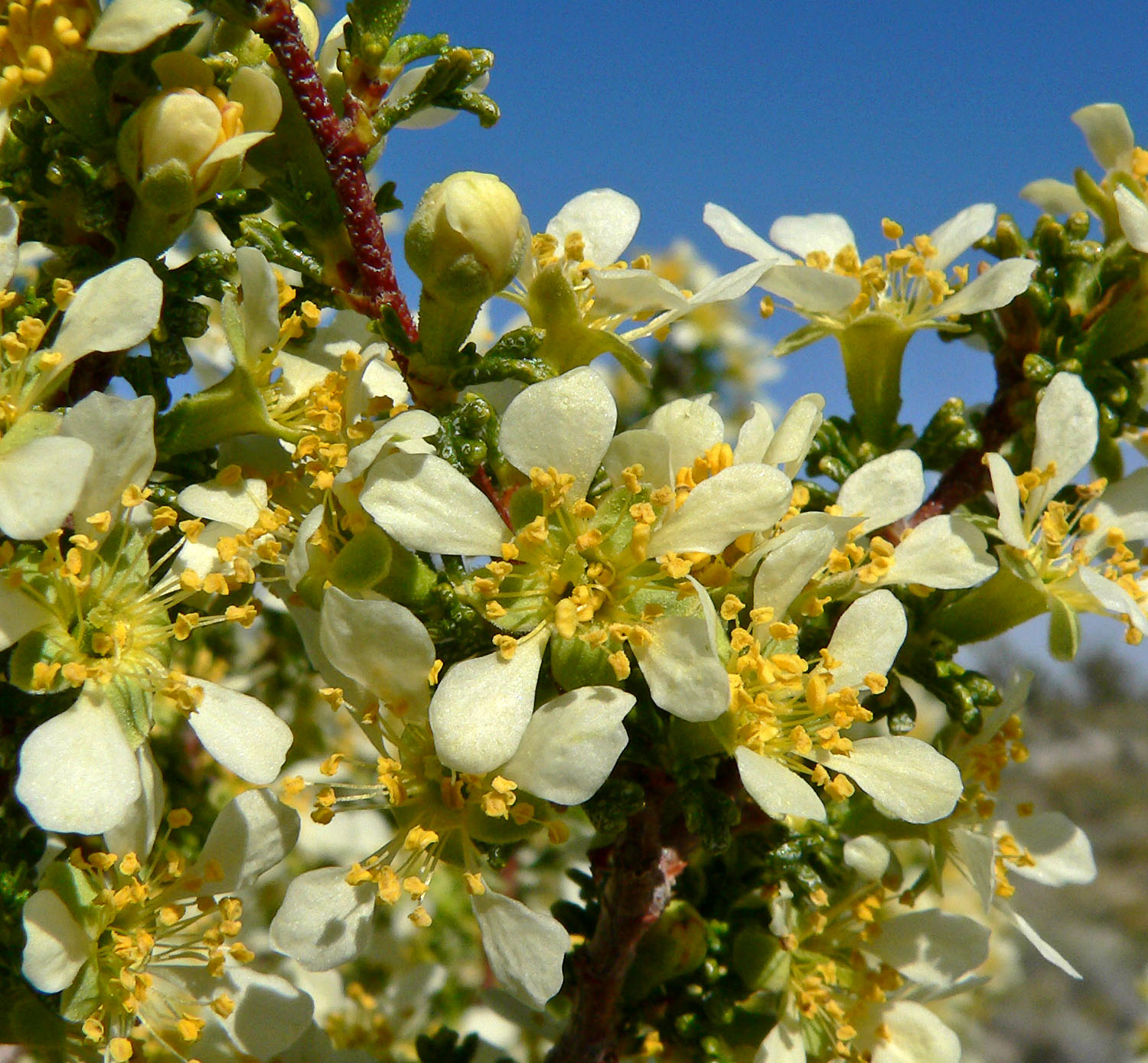
Purshia glandulosa representante del género nombrado en honor de Frederick Traugott Pursh

Flora Americae Septentrionalis, o a Systematic Arrangement and Description of the Plants of North America (abreviado Fl. Amer. Sept.) es un libro de botánica escrito por el botánico germano-estadounidense Frederick Traugott Pursh en el año 1814 y donde se describe la flora de Norteamérica septentrional.